# Bae Yoon-kyung
Đây là một tên người Triều Tiên, họ là Bae.
Bae Yoon-kyung (tiếng Hàn: 배윤경; sinh ngày 22 tháng 1 năm 1993) là nữ diễn viên và người mẫu người Hàn Quốc. Cô được biết đến với vai chính trong Joseon Beauty Pageant (2018) và Luyến mộ (2021). Cô cũng xuất hiện trong các bộ phim truyền hình như Phép màu đã cho ta gặp nhau (2018), Bác sĩ trại giam (2019), Chào mẹ, tạm biệt! (2020), Gia đình xa lạ (2020), Mặt trái của sự thật (2021).

## Danh sách phim

### Phim truyền hình
| Năm  | Nhan đề                                              | Kênh | Vai diễn     | Ghi chú                  | Ng.    |
| ---- | ---------------------------------------------------- | ---- | ------------ | ------------------------ | ------ |
| 2019 | Bác sĩ trại giam                                     | KBS2 | Jung Se-jin  | Vai phụ                  | [ 3 ]  |
| 2020 | Chào mẹ, tạm biệt!                                   | tvN  | Park Hye-jin | Vai phụ                  | [ 4 ]  |
| 2020 | Gia đình xa lạ                                       | tvN  | So-young     | Vai phụ                  | [ 5 ]  |
| 2020 | She Knows Everything                                 | MBC  | Lee Hyun-ji  | Vai phụ                  | [ 6 ]  |
| 2020 | Ký sự thanh xuân                                     | tvN  | Kim Su-man   | Cameo (tập 8–16)         | [ 7 ]  |
| 2021 | Drama Stage Season 4: On the Way to the Gynecologist | tvN  | Kim So-jin   | Vai chính                | [ 8 ]  |
| 2021 | Mặt trái của sự thật                                 | JTBC | Song Mi-seon | Vai phụ                  | [ 9 ]  |
| 2021 | Luyến mộ                                             | KBS2 | Shin So-eun  | Vai chính                | [ 8 ]  |
| 2022 | Drama Special – Do You Know Ashtanga                 | KBS2 | Kang Na-ra   | Vai chính, one act-drama | [ 10 ] |
| 2023 | Khóa học yêu cấp tốc                                 | tvN  | Hye-yeon     | Cameo                    | [ 11 ] |

### Phim chiếu mạng
| Năm  | Nhan đề | Nền tảng     | Vai diễn | Ghi chú   | Ng.    |
| ---- | ------- | ------------ | -------- | --------- | ------ |
| 2022 | Unicorn | Coupang Play | Carol    | Vai chính | [ 12 ] |

## Hoạt động khác

### Chương trình truyền hình
| Năm  | Nhan đề                   | Kênh      | Vai trò    | Ghi chú                                            | Ng.           |
| ---- | ------------------------- | --------- | ---------- | -------------------------------------------------- | ------------- |
| 2017 | Heart Signal              | Channel A | Thành viên | Mùa 1                                              |               |
| 2019 | Luật rừng ở Sunda Islands | SBS       | Thành viên | Tập 388–392                                        | [ 13 ] [ 14 ] |
| 2021 | Running Man               | SBS       | Khách mời  | Tập 541 (tham gia cùng Lee Sang-yi và Ahn Eun-jin) | [ 15 ]        |